# Héroe (canción de Francisca Valenzuela)
«Héroe» es una canción de la cantante chilena Francisca Valenzuela. Fue presentada en vivo el 9 de julio de 2019, en los Premios Pulsar y luego fue lanzada el 26 de julio de 2019 como el tercer sencillo de su cuarto álbum de estudio, La fortaleza. La canción alcanzó la posición número 10 en la lista de sencillos de Chile (Chile Singles Chart), siendo su quinto top 10 en el país.

## Video musical
El video musical para «Héroe» fue dirigido por Javiera Eyzaguirre y fue estrenado el 26 de julio de 2019 en YouTube. El video cuenta con más de un millón de visitas hasta la fecha, 21 de febrero de 2019.

## Créditos
Créditos adaptados de Tidal.
- Francisca Valenzuela - cantante, compositora, productora
- Jarina De Marco - compositora
- Vicente Sanfuentes - compositor, productor
- Fernando Herrera Bastidas - productor

## Posicionamiento en listas
| Lista (2019)                | Máxima posición |
| --------------------------- | --------------- |
| Chile (Chile Singles Chart) | 10              |